# Judo under sommer-OL 2020
Judo under sommer-OL 2020 finder sted 25. juli - 1. august og bliver afviklet i Nippon Budokan, der ligger centralt i Heritage zonen. Der bliver kvalificeret 386 judokæmpere til de i alt 14 individuelle discipliner for både herrer og damer. Herudover skal der for første gang konkurreres i en mixed holdkonkurrence.

## Format
I alle individuelle discipliner bliver der startet med ottendedelsfinalerne og der bliver kæmpet efter cup modellen. De 8 øverste på verdensranglisten pr. 24. maj 2020, bliver seedet og kan derfor ikke mødes indbyrdes før i kvartfinalerne. Elimineringskampene fortsætter indtil der er fundet de to udøvere, som skal mødes i finalen og så derfor skal kæmpe om guldmedaljen. Alle taberne af kvartfinalerne går herefter til en opsamlingsrunde, hvor vinderne efterfølgende møder taberne af semifinalerne om to bronzemedaljer. I mixed holdkonkurrencen vil de 4 øverste på verdensranglisten pr. 24. maj 2020, bliver seedet og vil derfor først deltage i konkurrencen fra kvartfinalerne. Efter kvartfinalerne vil konkurrencen blive afviklet efter samme format som de individuelle konkurrencer.

## Medaljefordeling
*   Værtsnation ( Japan)
| Rank            | NOC                       | Guld | Sølv | Bronze | Total |
| --------------- | ------------------------- | ---- | ---- | ------ | ----- |
| 1               | Japan*                    | 9    | 2    | 1      | 12    |
| 2               | Frankrig                  | 2    | 3    | 3      | 8     |
| 3               | Kosovo                    | 2    | 0    | 0      | 2     |
| 4               | Georgien                  | 1    | 3    | 0      | 4     |
| 5               | Tjekkiet                  | 1    | 0    | 0      | 1     |
| 6               | Tyskland                  | 0    | 1    | 2      | 3     |
| 6               | Mongoliet                 | 0    | 1    | 2      | 3     |
| 6               | Sydkorea                  | 0    | 1    | 2      | 3     |
| 9               | Østrig                    | 0    | 1    | 1      | 2     |
| 10              | Kinesisk Taipei           | 0    | 1    | 0      | 1     |
| 10              | Slovenien                 | 0    | 1    | 0      | 1     |
| 10              | Cuba                      | 0    | 1    | 0      | 1     |
| 13              | Ruslands Olympiske Komité | 0    | 0    | 3      | 3     |
| 14              | Brasilien                 | 0    | 0    | 2      | 2     |
| 14              | Canada                    | 0    | 0    | 2      | 2     |
| 14              | Italien                   | 0    | 0    | 2      | 2     |
| 17              | Storbritannien            | 0    | 0    | 1      | 1     |
| 17              | Usbekistan                | 0    | 0    | 1      | 1     |
| 17              | Belgien                   | 0    | 0    | 1      | 1     |
| 17              | Portugal                  | 0    | 0    | 1      | 1     |
| 17              | Aserbajdsjan              | 0    | 0    | 1      | 1     |
| 17              | Ungarn                    | 0    | 0    | 1      | 1     |
| 17              | Ukraine                   | 0    | 0    | 1      | 1     |
| 17              | Kasakhstan                | 0    | 0    | 1      | 1     |
| 17              | Israel                    | 0    | 0    | 1      | 1     |
| 17              | Holland                   | 0    | 0    | 1      | 1     |
| Total (26 NOCs) | Total (26 NOCs)           | 15   | 15   | 30     | 60    |

## Medaljetagere

### Mix
| Event      | Guld | Sølv | Bronze |
| ---------- | --- | --- | --- |
| Mixed hold | Frankrig (FRA) · Clarisse Agbegnenou · Amandine Buchard · Guillaume Chaine · Axel Clerget · Sarah-Léonie Cysique · Romane Dicko · Alexandre Iddir · Kilian Le Blouch · Madeleine Malonga · Margaux Pinot · Teddy Riner | Japan (JPN) · Hifumi Abe · Uta Abe · Chizuru Arai · Shori Hamada · Hisayoshi Harasawa · Shoichiro Mukai · Takanori Nagase · Shohei Ono · Akira Sone · Miku Tashiro · Aaron Wolf · Tsukasa Yoshida | Tyskland (GER) · Johannes Frey · Karl-Richard Frey · Jasmin Grabowski · Katharina Menz · Dominic Ressel · Giovanna Scoccimarro · Sebastian Seidl · Theresa Stoll · Martyna Trajdos · Eduard Trippel · Anna-Maria Wagner · Igor Wandtke |
| Mixed hold | Frankrig (FRA) · Clarisse Agbegnenou · Amandine Buchard · Guillaume Chaine · Axel Clerget · Sarah-Léonie Cysique · Romane Dicko · Alexandre Iddir · Kilian Le Blouch · Madeleine Malonga · Margaux Pinot · Teddy Riner | Japan (JPN) · Hifumi Abe · Uta Abe · Chizuru Arai · Shori Hamada · Hisayoshi Harasawa · Shoichiro Mukai · Takanori Nagase · Shohei Ono · Akira Sone · Miku Tashiro · Aaron Wolf · Tsukasa Yoshida | Israel (ISR) · Tohar Butbul · Raz Hershko · Li Kochman · Inbar Lanir · Sagi Muki · Timna Nelson-Levy · Peter Paltchik · Shira Rishony · Or Sasson · Gili Sharir · Baruch Shmailov                                                      |

### Herrer
| Event                | Guld                     | Sølv                             | Bronze                                |
| -------------------- | ------------------------ | -------------------------------- | ------------------------------------- |
| 60 kg (herrer)       | Naohisa Takato · Japan   | Yang Yung-wei · Kinesisk Taipei  | Yeldos Smetov · Kasakhstan            |
| 60 kg (herrer)       | Naohisa Takato · Japan   | Yang Yung-wei · Kinesisk Taipei  | Luka Mkheidze · Frankrig              |
| 66 kg (herrer)       | Hifumi Abe · Japan       | Vazha Margvelashvili · Georgien  | An Baul · Sydkorea                    |
| 66 kg (herrer)       | Hifumi Abe · Japan       | Vazha Margvelashvili · Georgien  | Daniel Cargnin · Brasilien            |
| 73 kg (herrer)       | Shohei Ono · Japan       | Lasha Shavdatuashvili · Georgien | An Changrim · Sydkorea                |
| 73 kg (herrer)       | Shohei Ono · Japan       | Lasha Shavdatuashvili · Georgien | Tsend-Ochiryn Tsogtbaatar · Mongoliet |
| 81 kg (herrer)       | Takanori Nagase · Japan  | Saeid Mollaei · Mongoliet        | Shamil Borchashvili · Østrig          |
| 81 kg (herrer)       | Takanori Nagase · Japan  | Saeid Mollaei · Mongoliet        | Matthias Casse · Belgien              |
| 90 kg (herrer)       | Lasha Bekauri · Georgien | Eduard Trippel · Tyskland        | Davlat Bobonov · Usbekistan           |
| 90 kg (herrer)       | Lasha Bekauri · Georgien | Eduard Trippel · Tyskland        | Krisztián Tóth · Ungarn               |
| 100 kg (herrer)      | Aaron Wolf · Japan       | Cho Gu-ham · Sydkorea            | Jorge Fonseca · Portugal              |
| 100 kg (herrer)      | Aaron Wolf · Japan       | Cho Gu-ham · Sydkorea            | Niyaz Ilyasov ROC                     |
| Over 100 kg (herrer) | Lukáš Krpálek · Tjekkiet | Guram Tushishvili · Georgien     | Teddy Riner · Frankrig                |
| Over 100 kg (herrer) | Lukáš Krpálek · Tjekkiet | Guram Tushishvili · Georgien     | Tamerlan Bashaev ROC                  |

### Damer
| Event              | Guld                           | Sølv                            | Bronze                                       |
| ------------------ | ------------------------------ | ------------------------------- | -------------------------------------------- |
| 48 kg (damer)      | Distria Krasniqi · Kosovo      | Funa Tonaki · Japan             | Daria Bilodid · Ukraine                      |
| 48 kg (damer)      | Distria Krasniqi · Kosovo      | Funa Tonaki · Japan             | Urantsetseg Munkhbat · Mongoliet             |
| 52 kg (damer)      | Uta Abe · Japan                | Amandine Buchard · Frankrig     | Odette Giuffrida · Italien                   |
| 52 kg (damer)      | Uta Abe · Japan                | Amandine Buchard · Frankrig     | Chelsie Giles · Storbritannien               |
| 57 kg (damer)      | Nora Gjakova · Kosovo          | Sarah-Léonie Cysique · Frankrig | Jessica Klimkait · Canada                    |
| 57 kg (damer)      | Nora Gjakova · Kosovo          | Sarah-Léonie Cysique · Frankrig | Tsukasa Yoshida · Japan                      |
| 63 kg (damer)      | Clarisse Agbegnenou · Frankrig | Tina Trstenjak · Slovenien      | Maria Centracchio · Italien                  |
| 63 kg (damer)      | Clarisse Agbegnenou · Frankrig | Tina Trstenjak · Slovenien      | Catherine Beauchemin-Pinard · Canada         |
| 70 kg (damer)      | Chizuru Arai · Japan           | Michaela Polleres · Østrig      | Madina Taimazova · Ruslands Olympiske Komité |
| 70 kg (damer)      | Chizuru Arai · Japan           | Michaela Polleres · Østrig      | Sanne van Dijke · Holland                    |
| 78 kg (damer)      | Shori Hamada · Japan           | Madeleine Malonga · Frankrig    | Anna-Maria Wagner · Tyskland                 |
| 78 kg (damer)      | Shori Hamada · Japan           | Madeleine Malonga · Frankrig    | Mayra Aguiar · Brasilien                     |
| Over 78 kg (damer) | Akira Sone · Japan             | Idalys Ortiz · Cuba             | Iryna Kindzerska · Aserbajdsjan              |
| Over 78 kg (damer) | Akira Sone · Japan             | Idalys Ortiz · Cuba             | Romane Dicko · Frankrig                      |